# Aleksander Zwieriew
Aleksandr Aleksandrowicz Zwieriew, ros. Александр Александрович Зверев (ur. 27 lipca?/8 sierpnia 1881 w Faustowie, zm. 16 listopada 1937 na poligonie NKWD w Butowie) – rosyjski duchowny prawosławny, protoprezbiter, święty nowomęczennik prawosławny.

## Życiorys
Był synem kapłana prawosławnego. Ukończył Moskiewską Akademię Duchowną, po czym został zatrudniony jako wykładowca historii literatury rosyjskiej w Wifańskim Seminarium Duchownym. Święcenia kapłańskie przyjął w 1913. Pięć lat później wyjechał do Moskwy i tam podjął pracę duszpasterską w cerkwi św. Mikołaja w Zwonarach. W tym samym roku został asystentem kierownika kursów przygotowujących do święceń kapłańskich przy eparchii moskiewskiej, zaś w 1919 – proboszczem parafii przy świątyni, w której służył.
W 1921 otrzymał godność protoprezbitera. W tym samym roku wzmiankowany jest jako wykładowca teologii pastoralnej na kursach przygotowujących dla kapłanów przy eparchii moskiewskiej, zaś w roku następnym był zastępcą ich kierownika. Również w 1922 został aresztowany za odczytanie w cerkwi listu pasterskiego patriarchy moskiewskiego i całej Rusi Tichona, w którym krytyce poddana została konfiskata kosztowności cerkiewnych. Po aresztowaniu, w czasie przesłuchania, ks. Zwieriew stwierdził, iż nie zgadza się z treścią listu patriarchy i poparł Żywą Cerkiew, po czym został zwolniony. Mimo to w grudniu tego samego roku został oskarżony w procesie grupy moskiewskich duchownych i świeckich, w którym zarzucono im czynne sprzeciwianie się konfiskacie ruchomego majątku Cerkwi. Skazany na dwa lata łagru, wyszedł na wolność na mocy amnestii po siedmiu miesiącach i wrócił do pracy duszpasterskiej w cerkwi w Moskwie-Zwonarach.
Jako więzień łagru zgodził się rozpocząć tajną współpracę z OGPU i po wyjściu na wolność przekazywał informacje o parafianach, starając się przy tym im nie zaszkodzić. W 1933 odmówił dalszej współpracy ze służbą bezpieczeństwa i został po tym aresztowany i oskarżony o prowadzenie systematycznej agitacji antyradzieckiej, której celem miało być obalenie władzy radzieckiej. Nie przyznał się do winy. W kwietniu 1933 został skazany na trzyletnią zsyłkę do Kargopola. Zwolniony w lutym 1936, został skierowany do pracy duszpasterskiej w cerkwi Narodzenia Matki Bożej w Wozmiszczu (powiat wołokołamski). Po roku aresztowany i osadzony w więzieniu w Wołokołamsku, ponownie oskarżony o agitację antyradziecką. 14 listopada 1937 został skazany na śmierć razem z księżmi Dymitrem Rozanowem i Pawłem Andriejewem, a następnie stracony i pochowany w zbiorowym grobie.
W 2001 został kanonizowany jako jeden z Soboru Nowomęczenników i Wyznawców Rosyjskich.